# Thiên hà Tiên Nữ
Thiên hà Tiên Nữ, hay tinh vân Tiên Nữ, thiên hà Andromeda và các tên như Messier 31, M31 hay NGC 224, là thiên hà xoắn ốc có vị trí biểu kiến thuộc chòm sao Tiên Nữ nằm ở bầu trời phía bắc gần chòm sao Phi Mã. Đây là thiên hà xoắn ốc gần dải Ngân Hà của chúng ta nhất, khoảng 2,5 triệu năm ánh sáng.
Thiên hà Tiên Nữ từng được xem là thiên hà lớn nhất trong nhóm các thiên hà Địa Phương (Local Group), bao gồm thiên hà Tiên Nữ, dải Ngân Hà, thiên hà Triangulum (trong chòm sao Tam Giác) và khoảng 30 thiên hà nhỏ khác. Do những khám phá gần đây dựa trên các phương pháp đo lường tiên tiến và những dữ liệu mới, mà hiện tại các nhà khoa học tin rằng dải Ngân Hà chứa nhiều vật chất tối hơn thiên hà Tiên Nữ và có thể là thiên hà có khối lượng lớn nhất trong nhóm Địa Phương. Tuy nhiên, những quan sát gần đây của kính viễn vọng không gian Spitzer lại cho thấy rằng M31 chứa khoảng một ngàn tỉ (1012) sao, vượt xa con số các vì sao trong dải Ngân Hà. Các ước tính vào năm 2006 cho thấy khối lượng của dải Ngân Hà vào khoảng ~80% khối lượng của thiên hà Tiên Nữ, tức là khoảng 7,1×1011 lần khối lượng Mặt Trời.
Chúng ta có thể nhìn thấy thiên hà Tiên Nữ một cách dễ dàng bằng mắt thường trên bầu trời của những khu vực thưa dân cư vốn ít bị ô nhiễm bởi khói bụi và ánh sáng như ở các thành phố. M31 trông sẽ khá nhỏ dưới mắt thường bởi vì chỉ có phần lõi thiên hà là đủ sáng để có thể nhìn thấy, nhưng thực tế thì đường kính góc của cả thiên hà gấp 7 lần Mặt Trăng tròn. M31 được xem là thiên thể xa nhất có thể nhìn thấy được bằng mắt thường sau thiên hà Triangulum.
Trong Nhóm Địa Phương, thiên hà Tiên Nữ là thiên hà lớn nhất, ngoài ra có Ngân Hà lớn thứ hai còn thiên hà Triangulum lớn thứ ba.

## Lịch sử quan sát
Quan sát sớm nhất từng được ghi nhận về thiên hà Tiên Nữ là vào năm 905 của nhà thiên văn học người Ba Tư Abd Al-Rahman Al Sufi, người đã mô tả M31 như là một "đám mây nhỏ", và các bản đồ sao thời kỳ đó đều gọi M31 như thế.
Simon Marius vào năm 1612 đã cung cấp những thông tin đầu tiên về thiên hà Tiên Nữ dựa vào các quan sát thông qua kính viễn vọng của mình. Năm 1764, Charles Messier đã đưa Andromeda vào danh lục của ông với tên gọi M31 và xem Simon Marius như là người khám phá ra Tiên Nữ thay vì Al Sufi.
Năm 1785, nhà thiên văn học William Herschel phát hiện một đốm mờ màu đỏ ở tâm của M31. Ông đã cho rằng đó chính là tinh vân gần nhất trong số các "Đại tinh vân", và dựa vào màu sắc và độ lớn của "tinh vân", ông đã tính sai vị trí của M31 và cho rằng Trái Đất chỉ cách nó một khoảng cách gấp 2000 lần khoảng cách tới sao Thiên Lang (Sirius).
William Huggins vào năm 1864 đã quan sát quang phổ của Tiên Nữ và phát hiện ra rằng nó khác với quang phổ của một tinh vân bình thường vốn chứa đầy khí. Quang phổ của Tiên Nữ là một dải liên tục các tần số, kết thúc với các dải màu đen. Điều này rất giống với quang phổ của một ngôi sao, do đó Huggins đã suy luận ra rằng thiên hà Tiên Nữ có bản chất của một vì sao.
Năm 1885, người ta phát hiện một siêu tân tinh (hiện nay được đặt tên là "S Andromedae") trong thiên hà Tiên Nữ, đây là siêu tân tinh đầu tiên và duy nhất từng được phát hiện trong thiên hà này. Vào lúc đó, S Andromedae bị cho là một tân tinh, một hiện tượng hoàn toàn không liên quan đến một siêu tân tinh và mờ hơn nhiều, và do đó nó được đặt tên là Nova 1885.

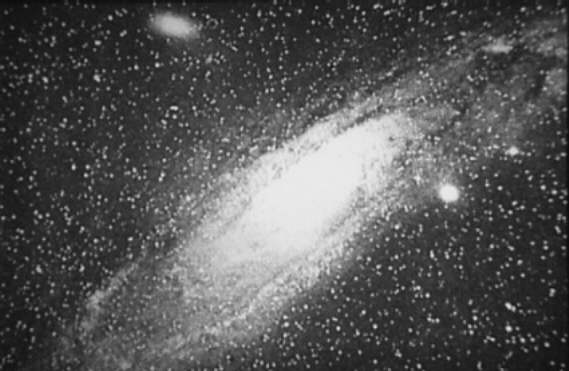
Hình chụp Tinh vân Tiên Nữ của Isaac Roberts.

Những hình ảnh đầu tiên về thiên hà Tiên Nữ được Isaac Roberts tại đài thiên văn riêng của ông ở Sussex (Anh) chụp vào năm 1887. Và cấu trúc xoắn ốc của M31 lần đầu tiên được phát hiện. Tuy nhiên, vào thời điểm đó thiên thể này vẫn còn được xem là một tinh vân trong thiên hà của chúng ta, và Roberts đã cho rằng M31 và những tinh vân xoắn ốc khác là những đĩa tiền hành tinh đang hình thành.
Thiên hà này đang tiến về dải Ngân Hà của chúng ta với vận tốc khoảng 300 km/giây (186 dặm/giây). Vận tốc này được Vesto Slipher đo vào năm 1912 tại đài thiên văn Lowell bằng quang phổ học. Đó là vận tốc lớn nhất từng được biết đến thời bấy giờ.

### Ốc đảo vũ trụ
Năm 1917, Heber Curtis đã quan sát một tân tinh trong M31. Sau khi tìm kiếm những hình ảnh lưu trữ về Andromeda, Curtis đã khám phá ra thêm 11 tân tinh khác. Ông thấy rằng cấp sao biểu kiến của những tân tinh này thấp hơn 10 lần so với những tân tinh trong dải Ngân Hà. Do đó ông đã cho rằng Andromeda cách chúng ta khoảng 500.000 năm ánh sáng. Ông cũng trở thành người đề xuất thuyết gọi là "ốc đảo vũ trụ" cho rằng các tinh vân xoắn ốc thực chất chính là những thiên hà độc lập. Và thực tế đã chứng minh điều đó là đúng.
Vào năm 1920 cuộc Tranh Cãi Lớn diễn ra giữa Harlow Shapley và Heber Curtis liên quan tới bản chất của dải Ngân Hà, các tinh vân xoắn ốc, và các chiều của vũ trụ. Để minh chứng cho lý thuyết của mình rằng M31 thực chất là một thiên hà, Curtis đã dẫn chứng về các dải tối trong quang phổ của M31 rất giống với quang phổ của các đám mây khí trong thiên hà của chúng ta, cùng với dịch chuyển Doppler đáng kể.
Edwin Hubble kết thúc cuộc tranh cãi vào năm 1925 khi ông lần đầu tiên xác định được các sao biến quang Cepheid trong M31, và đồng thời cũng giúp xác định được khoảng cách tới thiên hà này. Những hình ảnh của các sao biến quang này được chụp nhờ vào một kính viễn vọng phản xạ đường kính 2,5 m. Các đo đạc của ông cho phép kết luận rằng M31 không phải là một cụm sao và khí trong dải Ngân Hà mà là một thiên hà độc lập cách chúng ta rất xa.
Andromeda đóng một vai trò quan trọng trong việc nghiên cứu thiên hà (xem thêm thiên văn học thiên hà), vì đây là thiên hà xoắn ốc lớn gần chúng ta nhất (mặc dù không phải là thiên hà gần nhất). Vào năm 1943, Walter Baade là người đầu tiên phân loại các ngôi sao tại phần trung tâm của thiên hà Andromeda. Dựa vào những quan sát của mình, ông đã phân thành hai nhóm sao khác biệt, với những ngôi sao trẻ có vận tốc lớn ở phần đĩa ngoài là sao Nhóm I và các sao già màu đỏ ở khối phồng trung tâm là Nhóm II. Cách đặt tên này sau đó được áp dụng để phân loại các ngôi sao trong dải Ngân Hà cũng như những thiên hà khác trong vũ trụ (Trước đó, Jan Oort cũng đã nhắc đến sự tồn tại của hai nhóm sao này.). Tiến sĩ Baade cũng khám phá ra các sao biến quang Cepheid cũng có hai nhóm, dẫn đến việc nhân đôi khoảng cách đã ước tính đến M31 cũng như phần còn lại của vũ trụ.
Những bản đồ vô tuyến đầu tiên của thiên hà Andromeda do John Baldwin và các cộng sự trong nhóm thiên văn vô tuyến Cambridge tạo ra vào thập niên 1950. Nhân thiên hà Andromeda được đặt tên là 2C 56 trong cuốn mục lục Cambridge thứ hai về các nguồn sóng vô tuyến (2C).
Vùng tâm của thiên hà M31 hiện được cho là có tập trung nhiều lỗ đen xung quanh lỗ đen siêu khổng lồ ở tâm.

## Thông tin sơ lược
Thiên hà Tiên Nữ đang tiến đến Mặt Trời với vận tốc khoảng 300 km/s (186 dặm/s), do đó đây là một trong số ít các thiên hà có dịch chuyển xanh. Khi tính đến chuyển động của hệ Mặt Trời trong dải Ngân Hà, người ta thấy rằng thiên hà Tiên Nữ và dải Ngân Hà đang tiến về nhau với vận tốc khoảng 100 đến 140 km/s (62-87 dặm/s). Tuy nhiên, điều này không có nghĩa là M31 chắc chắn sẽ va chạm với dải Ngân Hà, vì các nhà khoa học vẫn chưa đo được vận tốc tiếp tuyến của thiên hà này. Nếu cả hai thiên hà đang trên đường va chạm với nhau, thì sự kiện này được dự đoán là sẽ diễn ra sau khoảng 3 tỉ năm nữa. Trong trường hợp đó thì 2 thiên hà rất có thể sẽ hợp thành một thiên hà elip khổng lồ, được một số nhà khoa học đặt tên là Milkomeda. Những sự kiện như thế này rất thường xảy ra trong các nhóm thiên hà.
Khoảng cách đến M31 được nhân đôi sau khi Walter Baade khám phá ra một loại sao biến quang Cepheid khác, mờ hơn bình thường vào năm 1953. Vào thập niên 1990, các dữ liệu của vệ tinh Hipparcos được dùng để xác định khoảng cách của các Cepheid. Các giá trị được chỉnh sửa cho thấy Andromeda cách chúng ta 2,9 triệu năm ánh sáng. Không may là tất cả các Cepheid đều nằm xa hơn khoảng cách mà Hipparcos có thể đo một cách chính xác, do đó dữ liệu về các Cepheid của Hipparcos chưa có đủ độ tin cậy cần thiết.

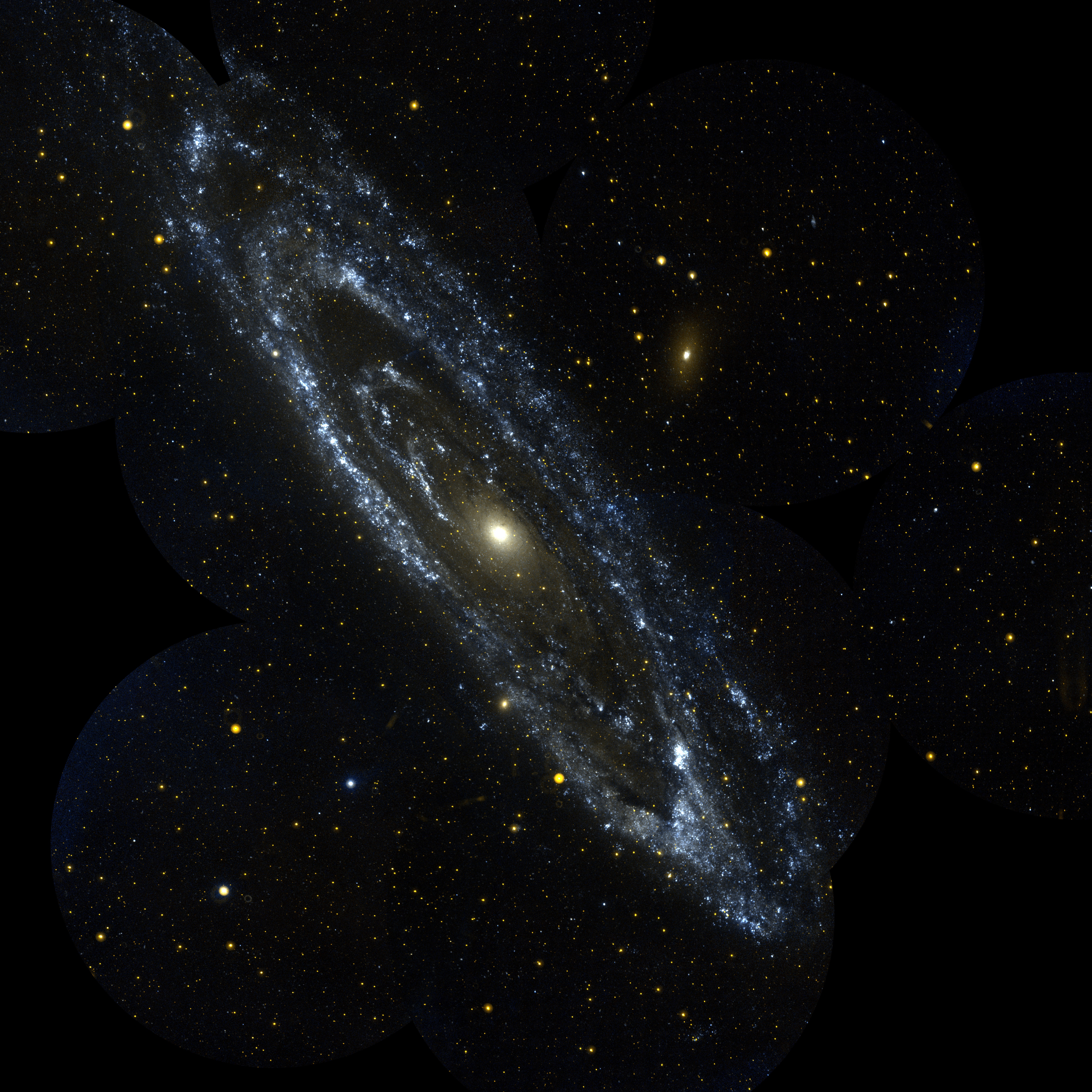
Thiên hà Andromeda, ảnh chụp tử ngoại của GALEX

### Khoảng cách ước tính gần đây
Đã có ít nhất 4 phương pháp khác nhau được dùng để xác định khoảng cách đến M31.
Năm 2003, thông qua các dữ liệu về dao động ánh sáng hồng ngoại bề mặt (infrared surface brightness fluctuations (I-SBF)) và điều chỉnh cho phù hợp với các dữ liệu mới năm 2001 về mối quan hệ chu kì-độ sáng các sao biến quang của Freedman và một số nhà khoa học khác, cùng với việc hiệu chỉnh -0,2 độ kim loại (O/H), cho ra một khoảng cách 2,57 ± 0,06 triệu năm ánh sáng (787 ± 18 kpc).
Sau đó, vào năm 2004, bằng phương pháp đo các sao biến quang Cepheid, người ta đo được một khoảng cách bằng 2,51 ± 0,13 triệu năm ánh sáng (770 ± 40 kpc).
Năm 2005, một nhóm các nhà khoa học gồm có Ignasi Ribas (CSIC, IEEC) và các cộng sự tuyên bố phát hiện một sao đôi che nhau trong thiên hà Andromeda. Sao đôi này được đặt tên là M31VJ00443799+4129236[c], bao gồm 2 ngôi sao sáng màu xanh thuộc loại O và B. Bằng cách nghiên cứu sự giao nhau của 2 ngôi sao, xảy ra mỗi 3,54969 ngày, các nhà thiên văn đã có thể đo được kích thước của chúng. Khi đã biết được kích thước và nhiệt độ của 2 ngôi sao, thì cấp sao tuyệt đối của chúng cũng được xác định. Và khi biết được cấp sao tuyệt đối và cấp sao biểu kiến, thì việc xác định khoảng cách chỉ còn là vấn đề thời gian. Khoảng cách từ hai ngôi sao này đến dải Ngân Hà là khoảng 2,52 ± 0,14 triệu năm ánh sáng (770 ± 40 kpc) và toàn bộ thiên hà Andromeda cách khoảng 2,5 triệu năm ánh sáng. Con số này rất gần với khoảng cách đo được bằng phương pháp đo các sao biến quang Cepheid trước đó.
Do thiên hà Andromeda cách chúng ta khá gần, nên các nhà khoa học cũng có thể sử dụng phương pháp "Tip of the Red Giant Branch" (TRGB) để dự đoán khoảng cách. Khoảng cách của M31 đo được bằng phương pháp này năm 2005 là 2,56 ± 0,08 triệu năm ánh sáng (785 ± 25 kpc).
Khi tính trung bình tất cả các khoảng cách đó, ta có được con số 2,54 ± 0,06 triệu năm ánh sáng (778 ± 17 kpc)[a].
Dựa vào khoảng cách trên, đường kính của M31 tại điểm rộng nhất là khoảng 141 ± 3 ngàn năm ánh sáng[d].

## Hình ảnh
|  |  |

|  |
|  |